# نيكولو روفيلا
نيكولو روفيلا (بالإيطالية: Nicolò Rovella)‏ هو لاعب كرة قدم إيطالي ولد في عام 2001، ويلعب في مركز الوسط مع نادي جنوى ومع منتخب إيطاليا تحت 21 سنة لكرة القدم.

## وصلات خارجية
- نيكولو روفيلا على موقع الاتحاد الأوربي (الإنجليزية)
- نيكولو روفيلا على موقع قاعدة بيانات كرة القدم.إي يو (الإنجليزية)
- نيكولو روفيلا على موقع Soccerway.com (الإنجليزية)
- نيكولو روفيلا على موقع عالم كرة القدم.نت (الإنجليزية)